# 人間
人間（、英: human）とは、以下の概念を指す。
- 人の住むところ。世の中[2]。世間。人が生きている人と人の関係の世界。またそうした人間社会の中で脆くはかないさまを概念的に表す。仏教用語。
- 上記から転じて、社会性または人としての人格を中心に捉えたありかたや関係性。また、その全体[2]。
- ひとがら[3]。「人物」[2]。人間性。

## 概説
関係性を重視して「人‐間（あいだ）」という名称があてられたとされている。旧約聖書の『創世記』において、人間はすべて神にかたどってつくられた（「神の似姿」）、とされ、身分や性別に関係なく、人間であれば誰であっても神性を宿している、とされた。アリストテレスは著書『政治学』において、人間とは、自分自身の自然本性の誠意をめざして努力しつつ、ポリス的共同体（つまり《善く生きること》を目指す人々の共同体）をつくることで完成に至る、という（他の動物とは異なった）独特の自然本性を有する動物である、と説明した。キリスト教では、旧約聖書の創世記で示された「神の似姿」という考え方が継承され、平等が重んじられ、一番大切なのは（自分だけを特別視するような視点ではなく）「神の視点」だとされるようになった。→#人間観の遷移
「人間らしさ」について、説明する方法は幾通りもあるが、「言葉を使うこと」「道具を使うこと」などはしばしば挙げられている。→#性質

## 人間観の遷移

### 旧約聖書
旧約聖書では、すべては神というフィルターを通して語られているが、そこでは同時に人間観や世界観が語られている。殺人、不倫、近親相姦、大量殺人、権力抗争といった人間の赤裸々な姿が描かれており、それらの描写やドラマは、数々の芸術作品のモチーフともなってきた歴史がある。

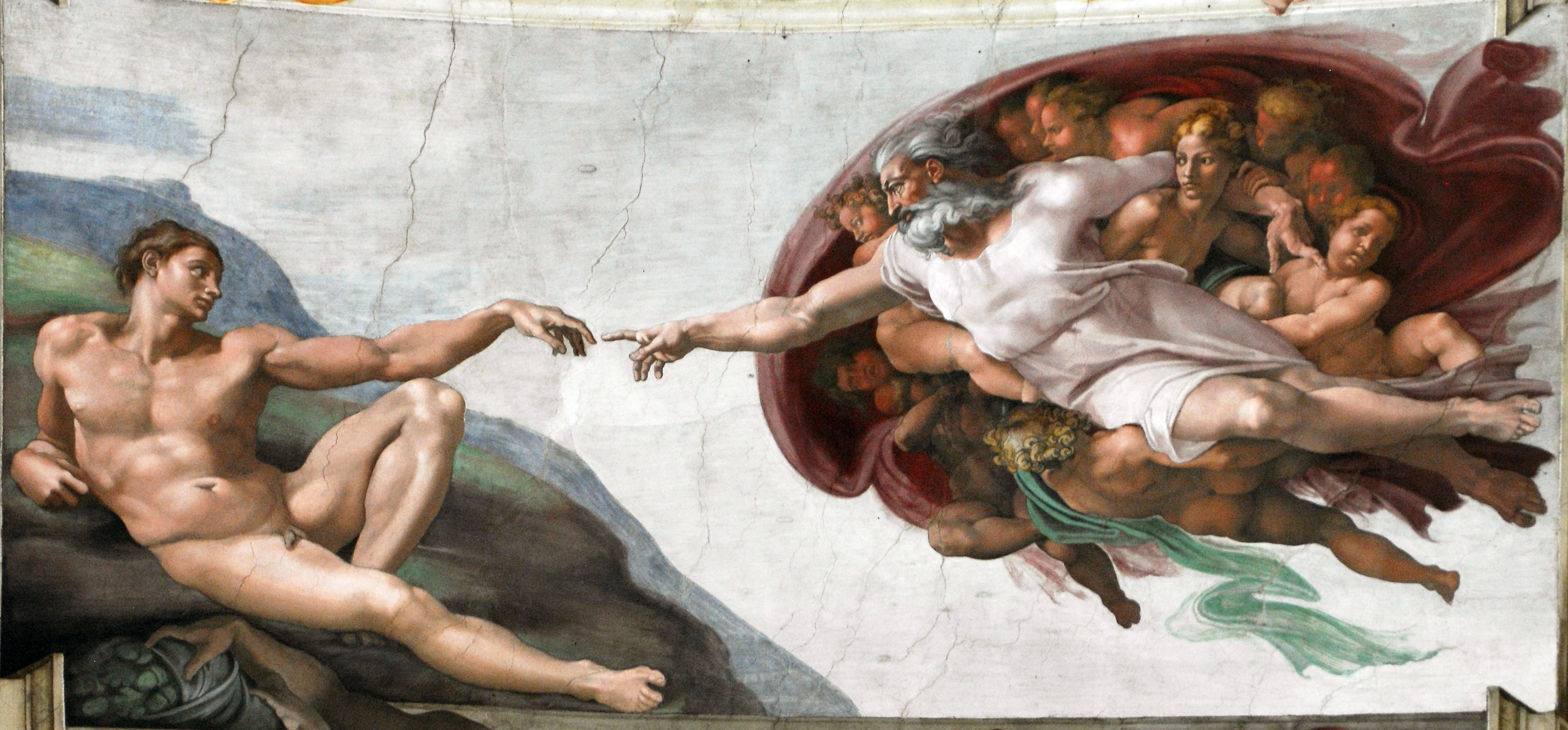
システィーナ礼拝堂の天井画「アダムの創造」

創世記には天地創造がしるされているが、そこには以下のようなくだりがある。
旧約聖書以前の時代、古代エジプトやバビロニアにおいては、あくまで王だけが神にかたどってつくられた、とされていて、人間全体がそうだとはされていなかった。それが創世記においては、人間はすべて神にかたどってつくられた、とされた。つまり、身分や性別に関係なく、人間であれば誰であっても神性を宿している、という人間観が述べられている。また、ここでは人間が自然や動物の支配者とされている。自然や動物を支配したり管理したりしようとする西洋的自然観（人間観）は、この創世記の記述の影響を受けている、とも言われる。

### 古代ギリシャ
人間については、古くから哲学者らによって考察されていた。
ソクラテス、プラトン、アリストテレスらによって構築された人間観は、人間の普遍的特質に関心を集中させている。古代ギリシャの人間像というのは、近現代に見られるような、具体的な犯すべからざる個人としての人間といったものではない、とビショフベルゲルは指摘した。

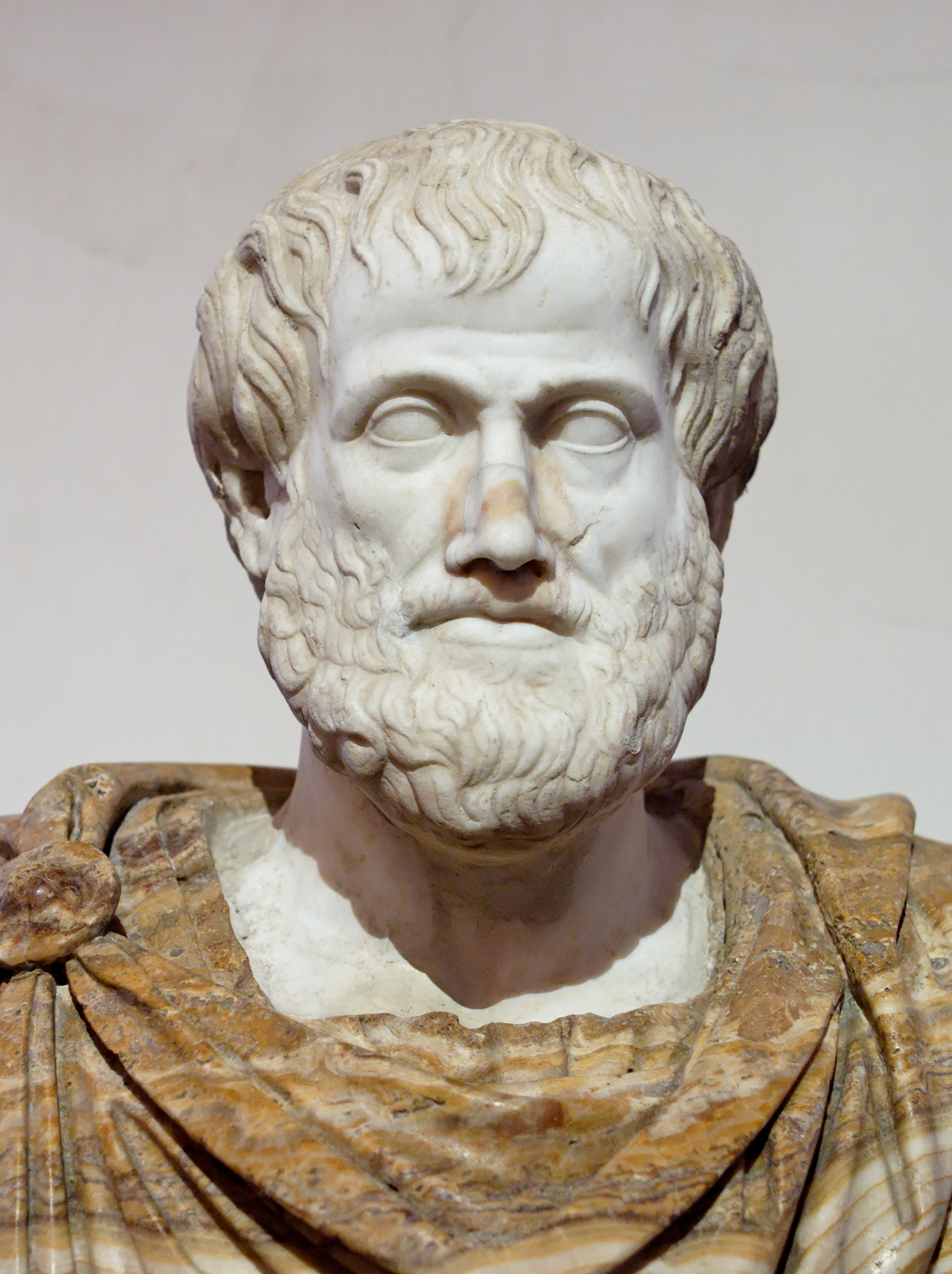
アリストテレス

アリストテレスは『ポリティカー』の一節において人間を「ζῷον πολιτικόν （zoon politikon ゾーン・ポリティコン)」と呼んだ。（『ポリティカー』　1252b-1253a）
アリストテレスはその直前の文で、ポリスというものを「ポリス的 - 政治的 - 共同体」と定義した。アリストテレスの言うポリスとは、単に生きることではなく、《善く生きること》を目的に掲げて互いに結びついた市民（＝ politai）の共同体のことであり、人間がつくるさまざまな共同体の中で最高最善の共同体だと位置づけられていた。ポリス的共同体においてこそ人間の自然本性が完成されるのだから、とアリストテレスは考えた。そしてポリスというのは、人間にとって究極の目的としての自然本性である。よって、アリストテレスが主張したことは、人間とは自己の自然本性の完成をめざして努力しつつ、ポリス的共同体（＝《善く生きること》を目指す人同士の共同体）をつくることで完成に至る、他の動物には見られない自然本性を有する動物である、ということである。
（誤解が流布しているようだが）アリストテレスは、人間が単に社会を形成している、とか、社会生活を営む一個の社会的存在である、などと言ったのではない。
ζῷον πολιτικόνは日本語での訳語は定まっていないが、「ポリス的動物」、「政治的動物」、「社会的動物」などと訳されている。

### キリスト教

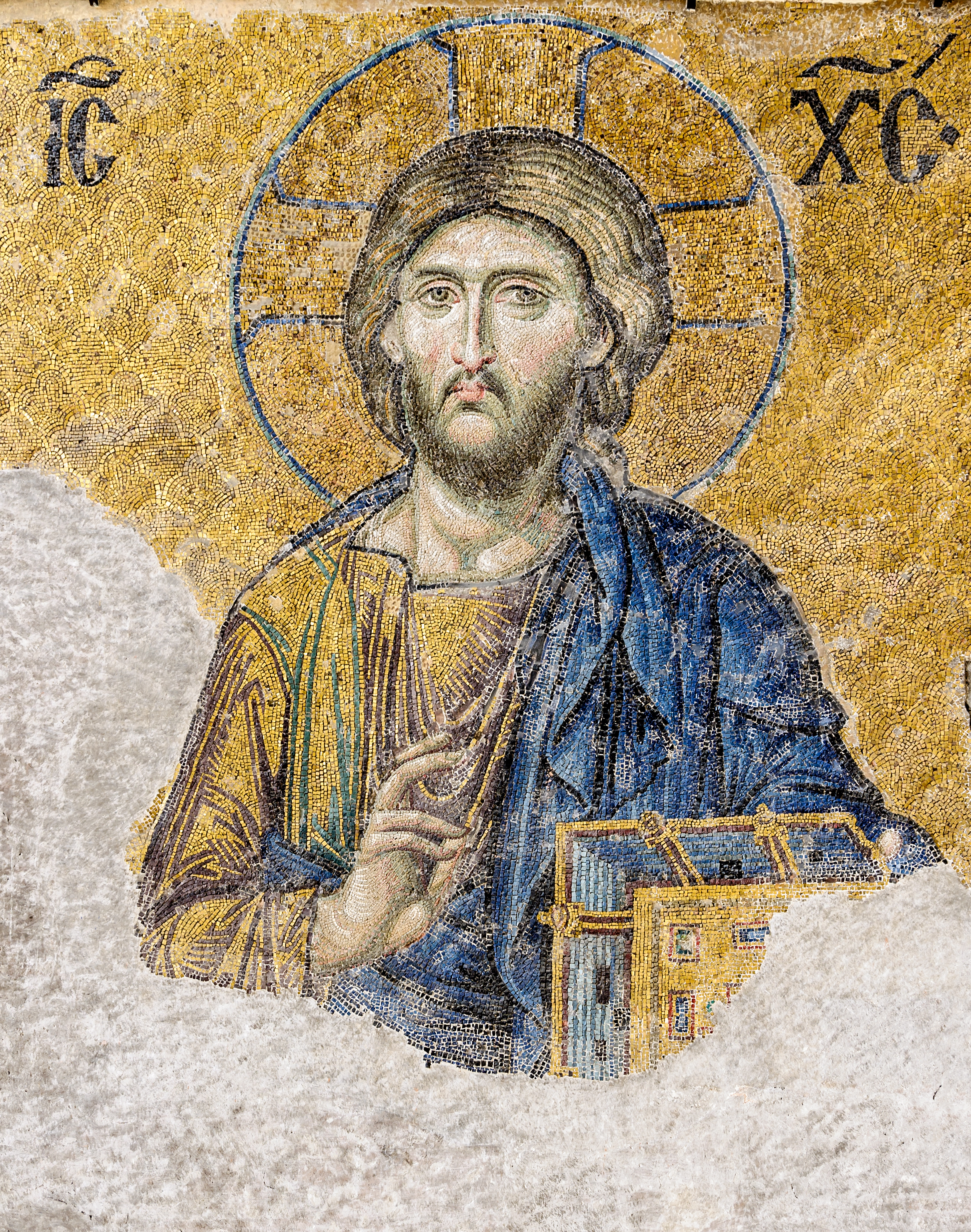
12世紀のモザイクイコン『全能者ハリストス（キリスト）』アギア・ソフィア大聖堂

キリスト教では、旧約聖書の創世記で示された「神の似姿」という考え方が継承された。キリスト教に基づく倫理観では、一番大切なのは（日本人の多くが考えているような「他人の眼」ではなく）創造主である神の眼、神の視点である。さらに、4〜5世紀の神学者アウグスティヌスによって原罪の思想が始められたともされ、これはその後西方教会においては重要な思想となった。キリスト教では、イエス・キリストを媒介として、あらゆる人間の同等の価値と各個人の不可侵性が強調された。中世ヨーロッパにおいては、人間が宇宙の中心的存在であるという人間像が席巻した。
正教会では、神の像と肖として人間が創られたという教えが人間観において強調される。アウグスティヌスの影響は正教会には希薄であった。

### 中世〜近世
1400年代〜1500年代の頃になり、ガリレイやケプラー、ニュートンらの活動によって新たな世界像が提示されるようになると、人間が宇宙の中心であるという図式が揺らぎはじめた。また、デカルトによって人間の身体までも、化学的、物理的組織だとする視点が広く流布されるようになった。ただし、デカルトは心身二元論を採用しつつ、人間と動物をはっきりと区別した。
1700年代になると、ラ・メトリーがデカルトの概念を継承し「人間機械論」を発表。1800年代にはダーウィンが自然選択に基づく進化論を唱え、動物と人間との境界を取り払いはじめた。

### 近代
人間は（肉体はともかくとして）精神の働きという点であらゆる存在に対して秀でているという考え方から「万物の霊長（英語: The Lord of Creation）」とさかんに呼ばれた（霊長とは、霊すなわち精神的に優れている、の意味）。

### 現代

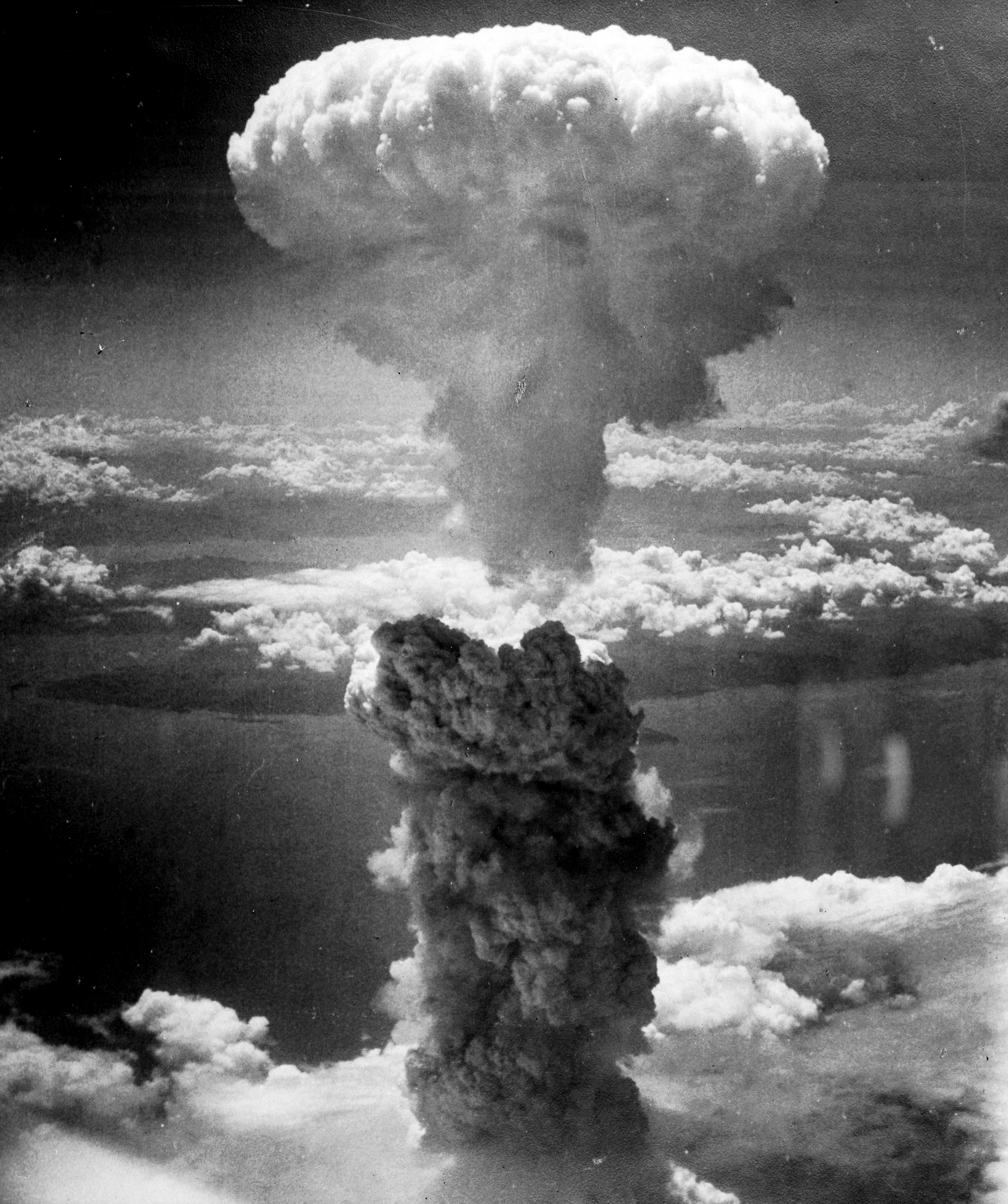
第二次世界大戦時代、人間（科学者、技術者、政治家、軍人ら）は、一瞬にして10万人以上の人々を殺戮するような原子爆弾（大量破壊兵器、核兵器の一種）を作り出してしまった（写真：「ファットマン」のキノコ雲）

現代の生物学ではネオダーウィニズムが主流で、それは「生物の進化」という考え方を基盤として成り立っているため、自然科学者や先進国の知識人などで、現代生物学を受け入れている人々は「人間は猿、ネズミのような姿をしていた祖先生物、さらに遡れば単細胞の微生物から進化してきた」といったように見なしている（生物学的な人間像はヒトが参照可）。
ただし、人類全体ではダーウィン風に考えている人が必ずしも多数派というわけではなく、例えばアメリカ合衆国などでは伝統的なキリスト教の世界観および人間観を保ち続けている人の方がむしろ多数派であることなどが知られている（詳細は「アメリカ合衆国の現代キリスト教」を参照）。
現在、人間の学名は「ホモ・サピエンス」（知恵のあるヒトの意）で、やはり言語や文化などの（生物学的存在以上に多くの）側面を備えているとされている。この学名と同時に作られた名に「ホモ・エレクトゥス（直立するヒト）」「ホモ・ハビリス（器用なヒト）」（以上は生物学用語）というのがあり、後に社会面から捉えられた「ホモ・○○○（〜するヒト）」といった造語の元となった。遊びに目を留めたホイジンガの「ホモ・ルーデンス」といった表現はその典型である。
技術との融合により圧倒的な進化を遂げた人間の姿として、ポストヒューマンというアイデアも出てきている。

## 教育と人間
『論語』の陽貨篇第十七には右のように書かれている。「子曰く、性、相近きなり。習い、相遠きなり」 （意味：師は言われた。人間は、生まれつきの性質は同じようなものであるが、習い（=教育、しつけ）によって、大きく異なってゆくものだ。）
ジャン＝ジャック・ルソーは「植物は耕作によりつくられ、人間は教育によってつくられる」と述べた。
イマヌエル・カントは『教育学講義』において「人間が人間となることができるのは、教育によってである」と述べた。
現代でも日常的に「人は教育によって人間になる」「人は教育によってのみ人間となる」「しつけと教育によって人間になる」「教育によってヒトが人間になる」 といったことが多くの人々によって言われ続けている。

## 性質

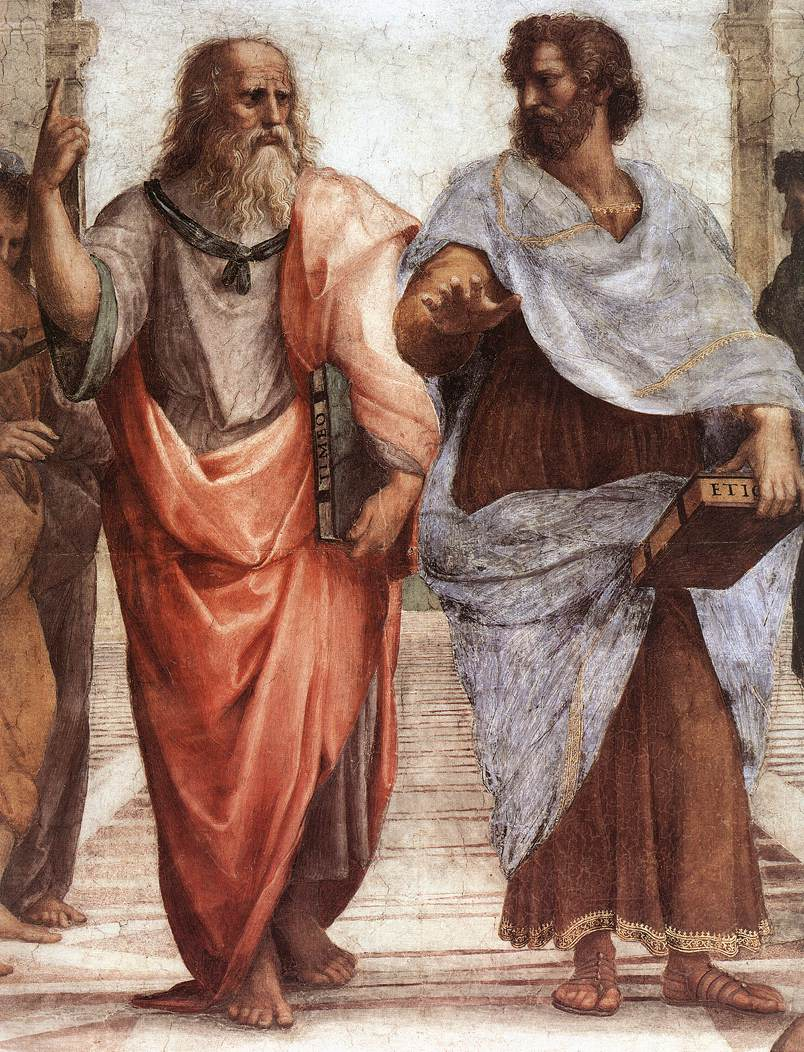
プラトンとアリストテレス（ラファエロの絵画）

「人間らしさ」（人間の特徴）の説明のしかたはいくつかあるが、言葉が使え 言葉でコミュニケーションをすること、文化を持つこと（そしてそれを仲間や子に伝えること）、道具を使い道具を作ること、などが挙げられる。
人間の特徴のひとつは、言語を現在ある様な状態で使用し、自分の心の中で言語を用いて考え、以て互いの意思疎通を図ることにある。
人間は文字や言語を抽象的なシンボル（象徴）として扱ったり、論理思考（論理学）を行い、多様な事象に様々な解釈を行う。多くの研究者の主観では知能は地球上の全ての生物の中で最も高度であると考えられている。
好奇心や知識欲は比較的旺盛で、その多くは少なからず自身の関心事に対して「知ること」と「考えること」を好む性質も見られる。一般的には、様々な意味で人間自身が最も人間の関心を引くようである。
人間は、知識だけでなく、自らの精神や心にも注意を向けることができる。「心のありかた」や感じ方そのものを探求するだけでなく、それを自ら積極的に変革する努力を行うこともあり、例えば瞑想や内観などを行うこともある。宗教体系を持ち、それによって生活様式を整えている人間も多い（例えばアブラハムの宗教の信者だけでも30億人を超えている）。
道具を作り利用する能力が他の生物よりも長けていることも挙げられる。現在では機械装置といった高度化した道具を作り利用する事で、ほぼ他の生物が生存不可能な極限環境でも生活することができるまでになっている。ただし極限環境での生活は一般に負担が大きいため（コストなど）、大抵は着衣のみの調節で生活可能な地域に分布している。
記憶は、多くの点で自分が誰であるかを形作る。それらは内部の伝記、つまり人生で何をしたかについて自身に語る物語を構成している。誰とつながっているのか、人生の中で誰に触れたのか、そして誰が私たちに触れたのかを教えてくれる。要するに、記憶は、人間であるという本質にとって非常に重要である。つまり、加齢に伴う記憶喪失は、自己の喪失を表す可能性がある。したがって、思考力と記憶力の低下に関する懸念が、年齢を重ねるにつれて人々が抱く最大の恐怖の中にランク付けされるのは当然のことである。

## 歴史
現生人類(名称 ホモ・サピエンス)は、アフリカで生まれ、その生息範囲を次第に広げ、中近東を経由してヨーロッパやアジア、さらに氷期などの気候の変動も影響して南アメリカまで到達した。6000-5000年前にもなると、世界の様々な地域で農業が始まり、同時期に文明が発生した。そして、文明は範囲を広げ、現代ではヒトはそのほとんどが文明の下に暮らすようになっている（初期の文明としてはナイル川、ユーフラテス川、インダス川、黄河流域に発生したものが有名ではあるが、これらの地域のみで文明が発生したとする「世界四大文明」という概念はほぼ否定されている）。

## 生活

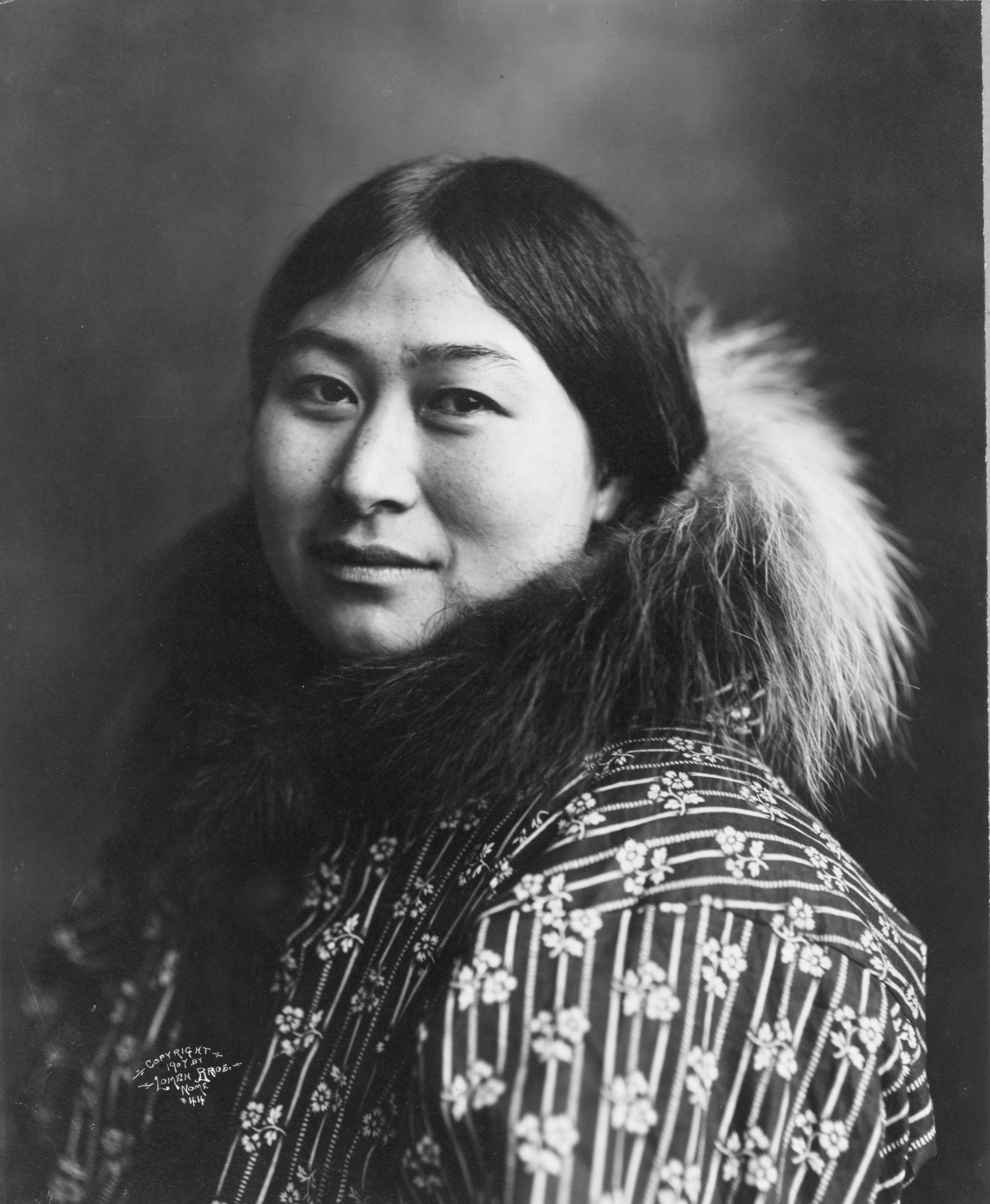
イヌイットの女性 1907年

生活について言えば、人類史を概観すると、人類は もともと採集・狩猟生活を送り、その後農業を開始し、やがて本格的に工業も行うようになった、ということになる。
生活は、民族ごとに差異が大きく、気候でも生活方法は異なる。
現在、人間が住む地域は、極地を除き、地球上全ての地域である。アジアの人口が過半数を占め，その中でもインドや中国の人口が特に多く、およそ3分の1を占める。2023年頃にインドが中国の人口を抜かし、世界一となった。

## 人間の特徴と人間論

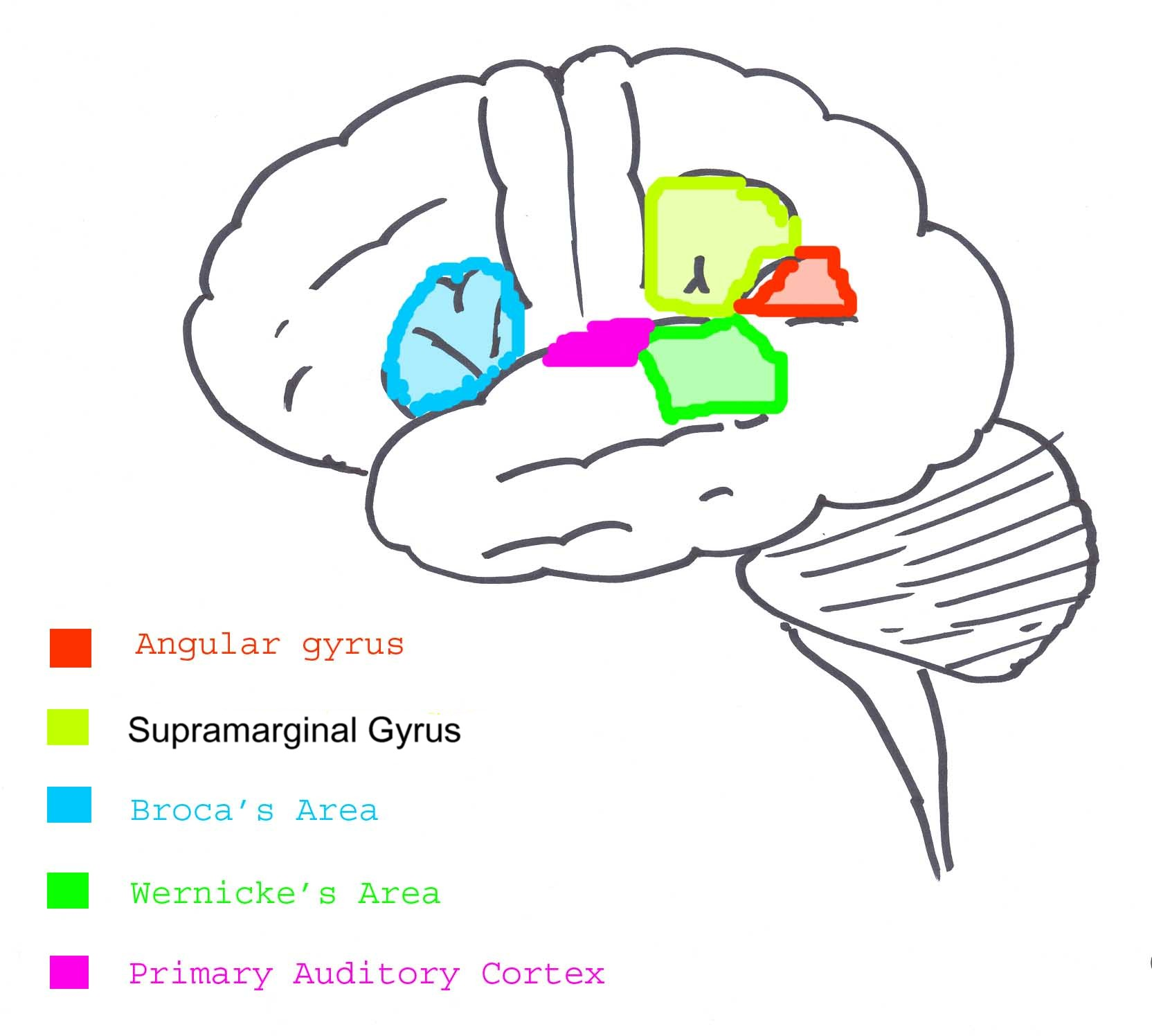
言語と関係する脳のエリア: ブローカ野、ウェルニッケ野など

人類を他の生物種から際立たせる特徴は幾つかある。最もよくかつ古くから指摘されるものは言語能力の発達、それによる豊かなコミュニケーション、および思考の能力である。知性を持つ生物は人間以外にもあるという指摘はあるが、言語の使用が人間が人間らしい共同体を持つことを可能にしたことは確かであろう。共同体は相互の信頼関係、上下関係など緊密な人間関係によって成り立っている。

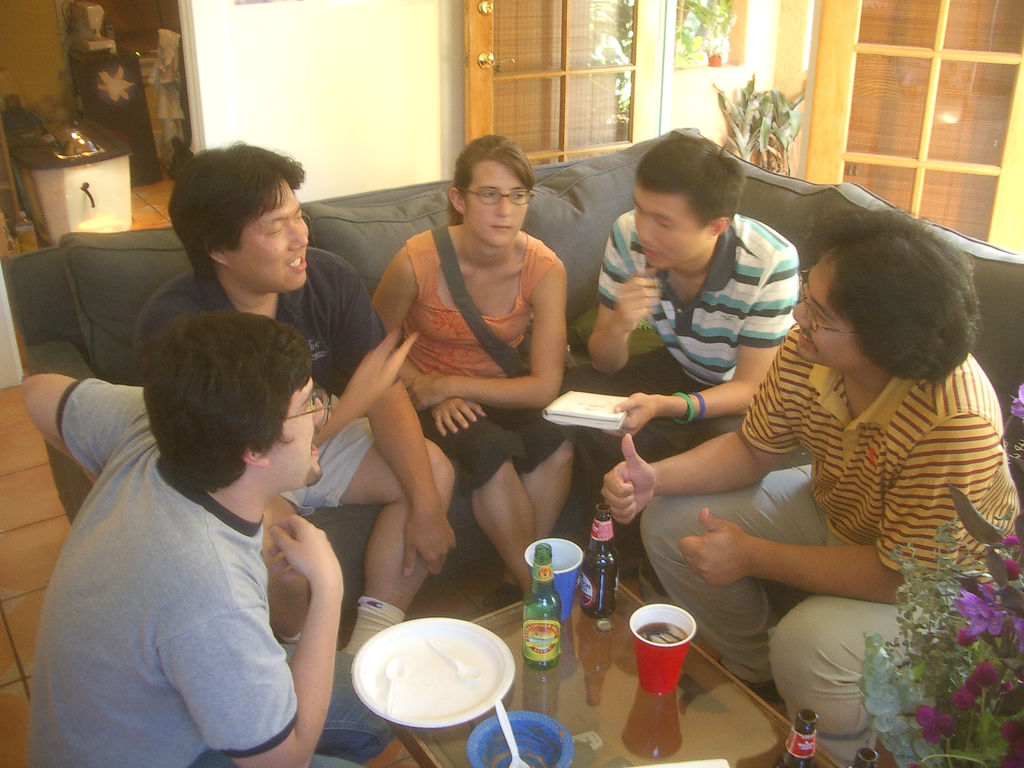
人間はコミュニケーションをする。他の人間を大切に思ったり、愛すことがあり、反対にわずらわしく思うこともある。他の人間から自身がどのように思われているのか意識し、時には、自分の肉体的な生命よりも、むしろ「仲間の心の内にいる自分」や「将来の人々の間で語り継がれてゆくであろう自分の姿」のほうを大切に思うことがある。

言語はコミュニケーションする能力を与え、共同体・社会の基礎を与えるだけではない。また、人間は、言葉を用いて自らについて考える。人間は古来より人間自身について想いを巡らせてきた。人間は自省する。また人間は、人がこの世に生まれ死んでゆく意味についても想いを巡らせてきた。人間の心にあるさまざまな想いが言葉で綴られ、文学作品が生みだされてきた。古代メソポタミア、今からおよそ5000年ほど前に書かれたと推察されている『ギルガメシュ叙事詩』にすでに、深い洞察に満ちた人生哲学、現代人が読んでも感動するような文学作品が書かれている。
また人間は他の人間の心に描かれる、自分の姿や自分の評価などについて考え、喜んだり、悲しんだりしてきた。人間には自我がある。「人間らしさ」には、自我が発達し、他の人間の視点から見た自身を意識するということも挙げられる。日本的な表現で言えば「名を重んじる」あるいは「（生命よりも）名誉を重んじる」というのも、他の動物には無い「人間らしさ」である。
人間は「他の人の心の中で自分が確かに生きている」と感じられると喜びを感じ、「他の人の心の中に自分がいない（死んでしまっている）」と感じると苦しむ。
人間は人間関係の網目の中での自分の場所・位置、「自らの　分」＝「自分」を重んじ、それが喜びともなり、また苦しみともなってきた歴史がある。また近代以降の西洋文化では他の人間とは違っていることに存在意義を見出すようになり（一種の「アイデンティティ」）、そうした「アイデンティティ」を追求しようとすることが、たとえば登山の登頂「一番乗り」や未踏の地への一番乗りなど極端な冒険へと駆り立て大きな喜びももたらしたが、その一方で、他と同じような人間、とりたてて特徴の無い人間は苦しんでしまう、という結果も生んだ。
人間は人間自身について考えずにはいられない。そうして人間やその行為に関して研究する学問も生まれ、現在では倫理学、歴史学、考古学、人文地理学、文化人類学、人間学、心理学などがある。

### 人間と遊び
人間はその社会において、生存に必要な消費物を余剰生産する段階にまで入っている。この余剰生産分は、非生産的な活動に従事する人間に供される。これら非生産的な活動は、いわゆる遊びと呼ばれる活動であるが、人間は余暇を遊ぶことで、更なる生産性の維持を可能としている。
この余暇を生み出す生産性によって維持される遊びは、いわゆる文化と呼ばれる人間を人間たらしめている特長の原点であるともされ、また、多くの人間は趣味と呼ばれる非生産的な活動様式をもっており、自身の生活を購う労働とその生産物を消費する活動とは別に、この趣味を行うことを求めている。
動物では遊びを通して自身の能力を開発する様式を持っているが、これは成長の上で実利的な意味を持つのに対して、人間の遊びは、実利的側面が何に結び付けられているかよく分かっていない場合も多い。人間の遊びや趣味は生物的に成熟した後でも続けられ、特に社会的な価値観（→常識）においては、趣味が有る人間の方が尊重される傾向すら見られる。
なお、多くの地域において、人間は貨幣経済によりその生産力を貨幣単位に換算しており、ほとんどの場合、遊ぶためには、この単位を消費する。
人間を活動面から特徴付けている要素として、この遊びに注目する学問も多い。詳しくは遊びの項を参照されたい。

## 人間の線引き

### 線引き、差別、区別
近代以前の言語では、日本語の「人間」に相当する表現が、現在の「自由人」の意で用いられ、筆者自身はそのことを意識さえしていない、ということもあった。つまり、奴隷や農奴などの存在が自明当然のこととして扱われ、人間と言う時に彼らが除外されていたことがある。一部の文献の解読に際しては注意を要する。
また、かつては各国において、他民族を排斥する時など、相手の民族を貶めるため、「彼らは人間ではない」「野生の動物である」などとする発想や表現が存在していた。今日では非常に忌避される発想ではあるが、このような考え方がありふれていた時代もある。近代の日本に於いても、戦時下には敵国の国民を「鬼畜」呼ばわりしたことがあった。その後、人権思想も広まり、このような差別的な考え方、人種差別的な考え方は現在では世界的に嫌悪されることが多くなり、公に表明されることは少なくなった。
日本での問題としては、被差別部落民を指し「非人」と称していた事があった。「人非人」という表現もあったが人であって人に非（あら）ず、と言うのは矛盾しているため人という言葉はここでは2つ、生物学的な人と（自分たちの）社会に入っていない人を使い分けていた事が窺える。
18世紀にフランスで発見されたアヴェロンの野生児などのように、人間の親に育てられなかった人、社会から切り離されて育った人（野生児）が見つかることがあるが、彼らのありさまは、人々が「人間」という言葉で思うそれとは異なっていることが報告されている。
現代では、非人道的なことを行う人、モラルに欠ける人などのことを「人間ではない」「動物にも劣る」と表現することがある。

### 様々な基準と概念的な戯れ
「知能を備えていれば人間」とする考え方をする者も古くからあったので、今日のようにコンピュータが普及し人工知能も徐々に実現してくると、どこまでが人間でどこまでが機械装置か、というテーマも浮上してきた。それに関する哲学的問答が存在している（→チューリング・テスト）し、そういったテーマを織り込んだSF作品（フィクション）も最近では少なくない。
主としてサイエンス・フィクションなどを引用し、空想を逞しくし、いわゆる「宇宙人」なども絡めた上で人間の線引きを話題にする者もいる。

## 関連語
人間はしばしば人物（じんぶつ）と呼ばれる。短く「人」と言うことで「人間」を意味することも多い。また、特筆すべき著名な活動を行っている人間のことを著名人（ちょめいじん）或いは有名人（ゆうめいじん）と呼ぶ。人間と人間の関係を人間関係という。
人間の心身の本質についての、哲学的考察から近・現代の実証的な研究までを対象として「人間学」と呼ばれる学問分野がある。これはもともと、宇宙、世界の中での人間の位置づけ、人間の身体、気質、精神、魂などの在り方を研究するものである。
人間を「じんかん」と読んだ場合は、「世の中、人間社会」という意味になる。中国語でも、この意味になる。
例：　人間到る処青山あり